# 바르 (스위스)
바르(독일어: Baar)는 스위스 추크 주에 위치한 도시로 면적은 24.83km2, 높이는 443m, 인구는 24,129명(2016년 12월 기준), 인구 밀도는 970명/km2이다.

## 지리
바르의 면적은 2016년 기준으로 24.85k㎡이다. 이 지역의 51%는 농업용으로 사용되고 25%는 산림이다. 나머지 토지 중 22.8%는 정착지(건물 또는 도로)이고 나머지(0.8%)는 불모지(강, 빙하 또는 산)이다.
시정촌은 로르체강의 범람원 북쪽 부분에 위치하고 있다. 원래는 추크 호수와 취리히 호수 사이의 도로를 따라 선형으로 이루어진 마을이었다. 1960년대 이후 급속하게 성장했다. 바르는 바르 마을과 알렌빈덴(Allenwinden), 블릭켄스도르프(Blickensdorf) 및 인빌의 이전 작은 마을뿐만 아니라 다인니콘의 농가로 구성되어 있다.

## 인구통계
바르의 인구(2020년 12월 31일 기준)는 24,686명이다. 2007년 기준으로 전체 인구의 24.9%가 외국인이다. 지난 10년 동안 인구는 20.9%의 비율로 증가했다. 대부분의 인구(2000년 기준)는 독일어(83.1%)를 사용하며 이탈리아어가 두 번째로 많이 사용(3.6%)하고 세르보-크로아티아어가 세 번째(3.1%)이다.
2007 년 연방 선거에서 가장 인기 있는 정당은 31.2%의 득표율을 기록한 SVP였다. 다음으로 가장 인기 있는 3개 정당은 CVP (22.9%), FDP (18.2%), 녹색당 (17.7%)이었다.
역사적 인구는 다음 표에 나와 있다.
| 년도 | 인구   |
| ---- | ------ |
| 1743 | 1,831  |
| 1850 | 2,346  |
| 1860 | 3,323  |
| 1900 | 4,484  |
| 1950 | 6,992  |
| 1960 | 9,114  |
| 1970 | 14,074 |
| 1990 | 16,147 |

## 교육
바르에서는 인구의 약 72%(25-64세)가 비필수 고등교육 또는 추가 고등교육(대학 또는 응용학문대학)을 완료했다.
바르는 추크와 루체른 국제 학교(ISZL)의 본거지이다. ISZL은 유아원부터 12학년까지 중부 스위스의 국제 사회에 봉사하는 독립적인 남녀공학 비영리 주간 학교이다.
시정촌에는 발트만할레라는 경기장이 있으며 1,200명을 수용할 수 있는 고정 좌석이 있다. 이 일반 용량은 더 큰 이벤트의 경우 3,000까지 확장될 수 있다.

## 경제
1980년부터 2006년까지 이곳은 또한 일부 레고 부품, 특히 레고 테크닉 빌딩 세트용 부품이 제조되는 레고 그룹 소유의 장난감 제조 공장인 레고 제품 AG 슈바이츠의 본거지이기도 했다. 2006년에 레고 그룹은 일부 생산 작업을 싱가포르 전자 회사인 Flextronics에 아웃소싱하는 것을 포함하여 현재 생산 설정의 구조 조정을 발표했다. 바르에 있는 레고 프로덕션 AG는 폐쇄되었고 운영은 현재 체코 Kladno에 있는 Flextronics가 소유한 공장으로 이전되었다. 레고 테크닉 부품은 여전히 빌룬트의 본사에서 제조된다. 덴마크, 당시 노동력은 3,000명이었다.
바르는 글로벌 원자재 생산 및 거래업체인 글렌코어, 건설 및 자동차용 제품을 공급하는 화학 회사인 지카 AG, 독립 소프트웨어 공급업체인 Veeam의 공식 본부 역할을 하고 있다.
바르의 실업률은 2.26%이다. 2005년 기준으로 1차 경제 부문에 333명이 고용되어 있으며, 이 부문에 약 94개 기업이 참여하고 있다. 3,810명이 2차 부문에 고용되어 있고, 이 부문에 278개의 기업이 있다. 9,335명이 3차 부문에 고용되어 있으며, 이 부문에 1,415개의 기업이 있다.
바르는 또한 자유 오픈 소스 콘텐츠 관리 시스템 Typo3를 조정하는 Typo3 Association의 본거지이기도 하다.

## 교통
바르역은 취리히 중앙역과 루체른 사이의 인터레기오 서비스의 정류장이며, 매시간 운행되며, 추크와 취리히 욀리콘역 사이의 취리히 S-반 서비스 S24도 있다. 슈타트반 추크의 여러 정거장은 바르에 있다.
여름철에는 무료 자전거를 대여하여 바르 주변에서 자전거를 탈 수 있다. 자전거 대여는 시청 근처에서 신청할 수 있다.